# Хутор Ленина (Аксайский район)
Ле́нина — хутор в Аксайском районе Ростовской области. Административный центр Ленинского сельского поселения.

## География
Расположен в 20 км (по дорогам) южнее районного центра — города Аксай. Через хутор проходит дорога М4 «Дон».

## История
В 1920 году в районе хутора Ленина было образовано товарищество в виде артели им. Карла Маркса по совместной обработке земли. Организаторами товарищества были крестьяне села Батайска: Гречишкин Василий Ефимович, Матюхов Иван Борисович, Изюмский Афанасий Петрович. В 1928 году на месте нынешнего хутора Ленина батайские крестьяне организовали коммуну, которая стала называться «Пахарь Октября».
Проживали коммунары в бараке, питались в общей столовой. Для детей младшего возраста были построены ясли, для школьников построена начальная школа. Многие из коммунаром были неграмотны. В коммуне выращивали пшеницу, ячмень, овощи, занимались животноводством. Механизации не было, все работы производились вручную, для тяжёлых работ использовали лошадей и быков. Позднее коммунары получили два трактора марки «Фордзон».
В 1935 году на базе коммуны был организован колхоз имени Ленина. За счёт средств колхоза были построены 40 домов, а позже клуб. В колхозе была своя пасека.
В 1957 году на базе колхоза имени Ленина, МТС и колхоза «Койсугский» был образован совхоз «Советская Россия». Совхоз специализировался на производстве овощей и молока. За эти годы совхоз вырос. Были построены детский сад, школа — десятилетка, контора, сельский совет, общежитие, столовая, жилые дома, амбулатория, два двухэтажных дома, дом быта, три магазина. В центре совхоза посажен парк, около трёх тысяч разных деревьев. Население совхоза составило около 2-х тысяч человек.
В 1991 году вместо совхоза «Советская Россия» было организовано КСП «Родина» (коллективное сельхоз предприятие «Родина»).
В 1994 году Ленинский сельский совет был реорганизован в Ленинскую сельскую администрацию.
С декабря 1997 года КСП «Родина» было переименовано в СХПК «Колхоз Русь» (сельхоз предприятие «Колхоз Русь»), которое было ликвидировано в 2003 году.
В 2005 году согласно 131 статье Федерального закона «О местном самоуправлении» изменилось название администрации. Образовалось Ленинское сельское поселение, состоящее из 10 округов, появилась выборная должность. 25 Октября 2005 года был избран орган местного самоуправления — собрание депутатов Ленинского сельского поселения, в количестве 10 депутатов.

## Население
| 1989 | 2002  | 2010  |
| ---- | ----- | ----- |
| 2036 | ↗2513 | ↗3547 |

## Достопримечательности
- Церковь Спаса Преображения.[4]
- 9 мая 2007 года в хуторе Ленина на братской могиле воинов Третьего Гвардейского танкового корпуса, погибших здесь в годы Великой Отечественной войны, открыт памятник воинам, которые в январе 1943 года внезапным броском выбили из хутора немецкие части, прикрывавшие батайский аэродром. На гранитной плите памятника золотом написаны имена 24 погибших бойцов. Над братской могилой теперь возвышается также выполненный из гранита монумент. Памятник построен на средства компании «Атлантис—Пак» (директор Сергей Рызенко).